# Thermodurcissable
 (août 2021).
Si vous disposez d'ouvrages ou d'articles de référence ou si vous connaissez des sites web de qualité traitant du thème abordé ici, merci de compléter l'article en donnant les références utiles à sa vérifiabilité et en les liant à la section « Notes et références ».
Un matériau est thermodurcissable lorsque sa transformation fait intervenir une polymérisation, laquelle est irréversible et conduit à un produit fini solide, généralement rigide. Ce dernier est infusible donc non transformable, ce qui empêche son recyclage.

Il est souvent préparé par réticulation, deux ingrédients, dont l'un est typiquement une « résine », réagissent sous l'action de la chaleur en présence de réactifs (catalyseur et accélérateur de polymérisation). La structure tridimensionnelle (réseau) formée, stable, présente une résistance thermomécanique et chimique.

## Abus de langage
Le mot thermodur est souvent utilisé par abus de langage à la place du mot thermodurcissable et désigne un réseau macromoléculaire tridimensionnel. Ce dernier résulte soit de la réticulation de polymères linéaires (monodimensionnels), soit de la polymérisation de monomères dont la valence moyenne est supérieure à 2 (en pratique, un mélange de monomères à 2 et 3 points d'accrochage est utilisé pour flexibiliser la structure).

## Mécanisme
Les précurseurs sont souvent des résines à l'état semi-liquide (pré-polymère). Pour le moulage, la résine est mélangée à des charges renforçantes (telles la fibre de verre) et/ou de remplissage (pour notamment baisser le coût : craie, farine de bois, talc, etc.).
Exemple de polymérisation d'une résine polyester insaturé :

résine + styrène (+ charges, additifs) + catalyseur, accélérateur (+ chaleur, pression dans un moule) → structure réticulée irréversible (pontage des chaînes : matériau solide rigide moulé).
La polymérisation peut se produire :
- à température ambiante, après mélange (ex. : système bicomposant : la résine et les réactifs sont mélangés au moment de l'emploi) ;
- par chauffage (cuisson, généralement à partir de 200 °C) sous pression, ce qui augmente les cadences de production ;
- en présence de l'humidité de l'atmosphère ambiante (colles à prise très rapide type Super Glue, certaines peintures et certains silicones) ;
- par irradiation UV, électronique, etc.

La réaction chimique transforme la résine en « plastique » rigide, élastomère, par formation de nœuds (tri- et tétravalents) de réticulation et de pontages de chaînes. La matière d'œuvre est généralement liquide, en poudre ou en pastille, conçue pour être moulée et acquérir une forme finale, ou pour servir d'adhésif. L’énergie et les réactifs ajoutés provoquent la liaison des chaînes moléculaires pour former un réseau tridimensionnel.

## Propriétés
Un matériau thermodurcissable ne peut être mis en œuvre qu'une seule fois et devient infusible et insoluble après polymérisation. Une fois durci, sa forme ne peut plus être modifiée, un chauffage éventuel ne permettra pas de le fondre : il n'est pas recyclable, mais on peut néanmoins l'incorporer dans d'autres matériaux comme renfort.
Les matériaux thermodurcissables sont généralement plus résistants que les matériaux thermoplastiques. On leur reconnaît une très bonne résistance électrique, mécanique, ainsi qu'aux produits chimiques (matériaux non réactifs), et à la chaleur.

## Utilisations
La plupart des résines utilisées dans l'industrie des composites sont thermodurcissables.

## Exemples
| Famille de produits                                                  | Premier monomère ou pré-polymère                                   | Second monomère ou pré-polymère ou agent réticulant                                                                         | Exemple de nom commercial | Principale application |
| -------------------------------------------------------------------- | ------------------------------------------------------------------ | --- | ------------------------- | --- |
| Aminoplastes : résines urée-formaldéhyde ou urée-formol (UF)         | Formaldéhyde                                                       | Monomère portant des groupes amino- -NH2 : l'urée                                                                           |                           | Utilisés pour la fabrication de mousses isolantes, de contreplaqués, de panneaux de particules et de panneaux de fibres à densité moyenne (MDF) |
| Aminoplastes : résines mélamine-formaldéhyde ou mélamine-formol (MF) | Formaldéhyde                                                       | Monomère portant des groupes amino- -NH2 : mélamine et parfois le thiocarbamide, le cyanamide hydrogène ou le dicyandiamide | Formica                   | Matériaux utilisés pour les surfaces des plans de travail                                                                                       |
| Les phénoplastes ou résines phénol-formaldéhyde : phénol-formol (PF) | Formaldéhyde                                                       | Phénol | Bakélite, Catalin         | Matériaux utilisés comme isolants électriques                                                                                                   |
| Polyépoxydes ou époxydes et même époxy par abus de langage (EP)      | Monomères ou pré-polymères époxyde                                 | Agent de réticulation (appelé parfois durcisseur) : anhydride d'acide, phénol ou le plus souvent une amine                  | Araldite                  | Performants mais onéreux, utilisés dans les adhésifs et les plastiques renforcés fibre de carbone                                               |
| Polybismaléimides (BMI) : polyimides thermodurcissables (PIRP)       | Di- et/ou polyanhydride d'acide                                    | Di- et/ou polyamine |                           | |
| Polyuréthanes (PUR) réticulés                                        | Di- et/ou polyols                                                  | Di- et/ou polyisocyanates                                                                                                   |                           | |
| Polyesters insaturés (UP pour unsaturated polyester)                 | Polyester insaturé                                                 | Monomères vinyliques (surtout le styrène)                                                                                   |                           | Performances moyennes et bon marché, souvent utilisés dans les plastiques renforcés fibre de verre                                              |
| Vinylester (VE)                                                      | Pré-polymère époxyde estérifié avec un acide carboxylique insaturé | Monomères vinyliques (surtout le styrène)                                                                                   |                           | Performances intermédiaires entre celles des EP et des UP, utilisés surtout dans les composites renforcés fibre de verre                        |

En plus des produits cités dans ce tableau, on peut citer :
- les élastomères vulcanisés ;
- les polyisocyanurates ;
- quelques silicones (SI) ou polysiloxanes.

Pour plus de noms commerciaux de polymères thermodurcissables, voir Matière plastique.

## Procédés de mise en forme
- Moulage par coulée : une résine liquide est coulée dans un moule. Des réactifs et/ou la chaleur provoque(nt) le durcissement de la résine (enrobage, fabrication de manches d'outils, etc.).
- Moulage par compression ou compression-transfert (variante du premier procédé) : une pression élevée est appliquée à chaud ; ces deux procédés sont utilisés pour former la plupart des pièces thermodurcissables (récipients cylindriques de faible épaisseur, éléments d'appareillage électrique, etc.).

## Risques chimiques
La mise en œuvre des matières plastiques, et en particulier celle des thermodurcissables, peut exposer les opérateurs à de nombreux produits chimiques dangereux.
En pratique, il faut distinguer :
- la pollution due aux matières premières utilisées à froid ;
- la pollution due aux matières premières lors de leur transformation, celle-ci produisant en général une élévation importante de leur température, avec émission de polluants bien particuliers ;
- la pollution due aux produits de combustion (cas que l'on ne devrait pas rencontrer dans un atelier) ;
- la pollution due aux produits annexes (solvants, décapants, etc.).

Ces multiples origines expliquent la grande variété des composés que l'on peut retrouver dans l'atmosphère des ateliers de plasturgie. Certains de ces polluants sont des allergisants, cutanés ou respiratoires, d'autres des irritants, d'autres des cancérogènes, mutagènes ou toxiques pour la reproduction.

Il convient, pour prévenir les risques d'exposition à ces composés, de supprimer au maximum l'emploi de composés cancérogènes, mutagènes ou toxiques pour la reproduction, d'éviter tout contact cutané avec les produits restants, et de mettre en place des aspirations efficaces au plus près des points d'émission des polluants résiduels.